# Базанов, Иван Иванович
Иван Иванович Базанов (ок. 1813—1883) — купец, крупнейший золотопромышленник Восточной Сибири, коммерции советник, действительный статский советник, общественный деятель, один из наиболее значительных сибирских благотворителей.

## Биография

### Предпринимательская деятельность
В 1857 году получил право на разработку золотых приисков. В начале 1860-х годов стал компаньоном М. А. Сибирякова, И. Н. Трапезникова и Я. А. Немчинова в рамках созданного ими Желтуктинского золотопромышленного товарищества. После расширения — «Компания промышленности в разных местах Восточной Сибири» с 1865 года. К концу XIX века предприятие добывало в среднем в год 275 пудов(4504,5 килограммов) золота. Золотопромышленникам принадлежала также Бодайбинская железная дорога.
Владелец крупнейшей в системе Лены «Компания Ленско-Витимского пароходства» с М. А. Сибиряковым, Я. А. Немчиновым и И. Н. Трапезниковым.
Вёл торговлю чаем и другими иностранными товарами, поставляемыми из Китая. В Китай же отправлялись товары, закупленные на Нижегородской и Ирбитской ярмарках. «За особые заслуги по коммерческим делам и значительные торговые обороты» в 1871 году был награждён званием коммерции советника.
Значительные доходы приносила Базанову торговля на Ленских приисках. Отсутствие конкурентов и отдаленность территории от торговых точек создавали благоприятные условия для неоправданного повышения цен. Спекуляция, нерациональная, неэкономично поставленная работа не раз приводили к массовым беспорядкам на его приисках (в 1882 году в них приняло участие около 1500 человек).
В 1876 взял в аренду иркутский солеваренный завод (к 1882 году продажа соли была доведена до 70 000 руб.). Пайщик Вознесенского винокуренного завода (с 1881 года), принадлежавшего «Товариществу Осокина и К». Заметную роль в увеличении капиталов предпринимателя играло занятие ростовщичеством под высокие проценты (12-18). По данным газеты «Восточное обозрение», в начале 1880-х годов состояние Ивана Базанова оценивалось в 15 млн руб. Базанов пережил обоих своих детей, поэтому завещал капиталы невестке Юлии Базановой и зятю графу Петру Сиверсу.

### Благотворительность
Иван Базанов был известным меценатом и благотворителем, на его средства в Иркутске были построены первый детский сад, здание театра, колокольня Вознесенского монастыря, Ивано-Матрёнинская больница и Базановский воспитательный дом.

## Награды и звания
- Орден Св. Анны III степени (1870)
- Орден Св. Анны II степени (1872)
- Орден Св. Станислава I степени (1882)
- В 1873 году получил высочайшую благодарность.
- Действительный статский советник (с 1880 года).
- Потомственный почетный гражданин г. Иркутска (1851)

## Память
- Воспитательный дом в Иркутске назван Базановским (январь 1873 года).
- Ивано-Матрёнинская детская клиническая больница (построена в 1895 году наследниками Ивана Базанова). Названа в честь Ивана и его жены Матрёны.
- 5-я Солдатская улица в Иркутске была переименована в Базановскую (в 1872 году; ныне — улица Богдана Хмельницкого).